# 박병석 (축구인)
박병석(朴秉奭, 1924년 ~ 2015년 11월 8일)은 대한민국의 전 축구 선수 및 감독이다. 동북고등학교 축구부 감독을 역임 하였으며 1971년 대표팀 감독에 선임되었다.